# 2006 HW122
2006 HW122, também escrito como 2006 HW122, é um objeto transnetuniano que está localizado no Cinturão de Kuiper, uma região do Sistema Solar. Este corpo celeste é classificado como um cubewano. Ele possui uma magnitude absoluta de 6,5 e tem um diâmetro estimado com 231 km.

## Descoberta
2006 HW122 foi descoberto no dia 27 de abril de 2006 pelo astrônomo Marc W. Buie.

## Órbita
A órbita de 2006 HW122 tem uma excentricidade de 0,070 e possui um semieixo maior de 45,644 UA. O seu periélio leva o mesmo a uma distância de 42,456 UA em relação ao Sol e seu afélio a 48,832 UA.